# Émile Camuset
Émile Camuset (Arbecey, 19 juin 1854 - Paris, 14 février 1915) est un marchand de vêtements et styliste français du XIXe siècle.
Il est le fondateur de l'entreprise d'équipements sportifs Le Coq Sportif. Il crée l'entreprise en 1882 avec l'ouverture d'un petit magasin de bonneterie à Romilly-sur-Seine (Aube) en Champagne.
Il est parfois cité comme le créateur original des pantalons de survêtement. Camuset commence à développer de nouvelles lignes de vêtements intégrant du coton côtelé, du molleton brossé et du jersey. Cette offre de matières contraste avec la plupart des méthodes vestimentaires plus traditionnelles disponibles à ce moment. Ainsi, un confort et une respirabilité accrus ont été intégrés dans les premiers vêtements de sport.